# سیارک ۹۱۶۰۴
سیارک ۹۱۶۰۴ (به انگلیسی: 91604 Clausmadsen، نامگذاری:1999TN19)۹۱۶۰۴مین سیارک کشف شده‌است که در ۱۴ اکتبر ۱۹۹۹ کشف شد.